# Ялуцзян
Ялуцзя́н (кит. 鸭绿江), Амноккан (кор. 압록강?, 鴨綠江?, в старой русской географической литературе Амнокга́нг или Ялу-цзян, в советской — Ялу) — река на востоке Евразии, определяющая юго-западную часть границы между КНР и КНДР: на правом берегу располагаются провинции Китая Ляонин и Гирин, на левом — провинции Кореи Пхёнан-Пукто и Чагандо.

## География
Река берёт своё начало на склонах вулкана Байтоушань, далее протекает через глубокое ущелье в южной части плоскогорья Чанбайшань и западных отрогах Маньчжуро-Корейских гор, а затем впадает в Западно-Корейский залив, образуя эстуарий. Питается в основном дождями, летом — паводок. Расход воды составляет 900 м³/с, годовой сток — около 28 км³. В зимнее время река замерзает. Длина реки составляет 813 км, площадь бассейна — 63 тыс. км².
Судоходство практикуется до города Хесан, до города Даньдун могут подниматься морские суда. На реке расположены корейские водохранилища и ГЭС Унбон и Супхун.

## История
В бассейне реки Ялуцзян зародилось древнее государство Когурё, о чём напоминают многочисленные крепости, расположенные по берегам реки, а также бывшая столица государства Цзиань (ныне китайский провинциальный город).
Из-за своего стратегического расположения между Китаем и Кореей река стала местом нескольких сражений, в том числе:
- Сражение на реке Ялу (1894) в ходе Японо-китайской войны 1894—1895 гг.
- Бой на реке Ялу 1 мая 1904 года — первое сражение на суше в ходе Русско-японской войны.

В Японский колонизационный период (1910—1945) на корейском берегу реки было построено много заводов — к 1945 году почти 20 % промышленных мощностей Японии находилось в Корее. В ходе Корейской войны 1950—1953 гг. приближение войск ООН к реке вызвало массированное наступление со стороны китайцев.
В ходе конфликта практически все мосты через реку были уничтожены. Сохранился только мост Китайско-корейской дружбы, соединяющий города Синыйджу и Даньдун, а также частично «Сломанный мост» в 60 метрах от него. Из-за интенсивных боёв за господство в воздухе над западной частью реки Ялуцзян долина реки и район к югу от неё получили название Аллея МиГов, поскольку основным самолётом 64-го истребительного авиакорпуса и Объединённой воздушной армии был истребитель МиГ-15.